# Campionato europeo femminile under 18 di calcio 1999
Il Campionato europeo femminile under 18 di calcio 1999 è stata la 2ª edizione del torneo organizzato dalla UEFA. La fase finale si è giocata in Svezia dal 3 al 7 agosto 1999. Al torneo potevano partecipare solo le giocatrici nate dopo il 1º gennaio 1981.
La Svezia, padrone di casa, ha vinto il titolo per la prima volta.

## Formato
Le quattro squadre qualificate alla fase finale si affrontano in un girone all'italiana. La squadra prima classificata vince il torneo. A parità di punti, si tiene conto degli scontri diretti.

## Fase finale
| Squadra  | G | V | P | S | GF | GS | DR | P.ti |
| -------- | - | - | - | - | -- | -- | -- | ---- |
| Svezia   | 3 | 2 | 0 | 1 | 4  | 4  | 0  | 6    |
| Germania | 3 | 2 | 0 | 1 | 4  | 2  | +2 | 6    |
| Italia   | 3 | 1 | 1 | 1 | 3  | 3  | 0  | 4    |
| Norvegia | 3 | 0 | 1 | 2 | 2  | 4  | -2 | 1    |

| Åhus 3 agosto 1999 | Germania | 2 – 1 | Norvegia |  |

| Åhus 3 agosto 1999 | Svezia | 1 – 3 | Italia |  |

| Bromölla 5 agosto 1999                           | Germania  | 0 – 1          | Svezia |  |
| \| \| \| \| \| \| Marcatori \| 82’ Hasselberg \| |           |                |        |  |
|                                                  |           |                |        |  |
|                                                  | Marcatori | 82’ Hasselberg |        |  |

| Bromölla 5 agosto 1999 | Norvegia | 0 – 0 | Italia |  |

| Åhus 7 agosto 1999                             | Italia    | 0 – 2        | Germania |  |
| \| \| \| \| \| \| Marcatori \| Wilmes Wörle \| |           |              |          |  |
|                                                |           |              |          |  |
|                                                | Marcatori | Wilmes Wörle |          |  |

| Kristianstad 7 agosto 1999                                       | Norvegia  | 1 – 2               | Svezia |  |
| \| \| \| \| \| Rønning 7’ \| Marcatori \| 20’ Hasselberg Mats \| |           |                     |        |  |
|                                                                  |           |                     |        |  |
| Rønning 7’                                                       | Marcatori | 20’ Hasselberg Mats |        |  |